# 양념

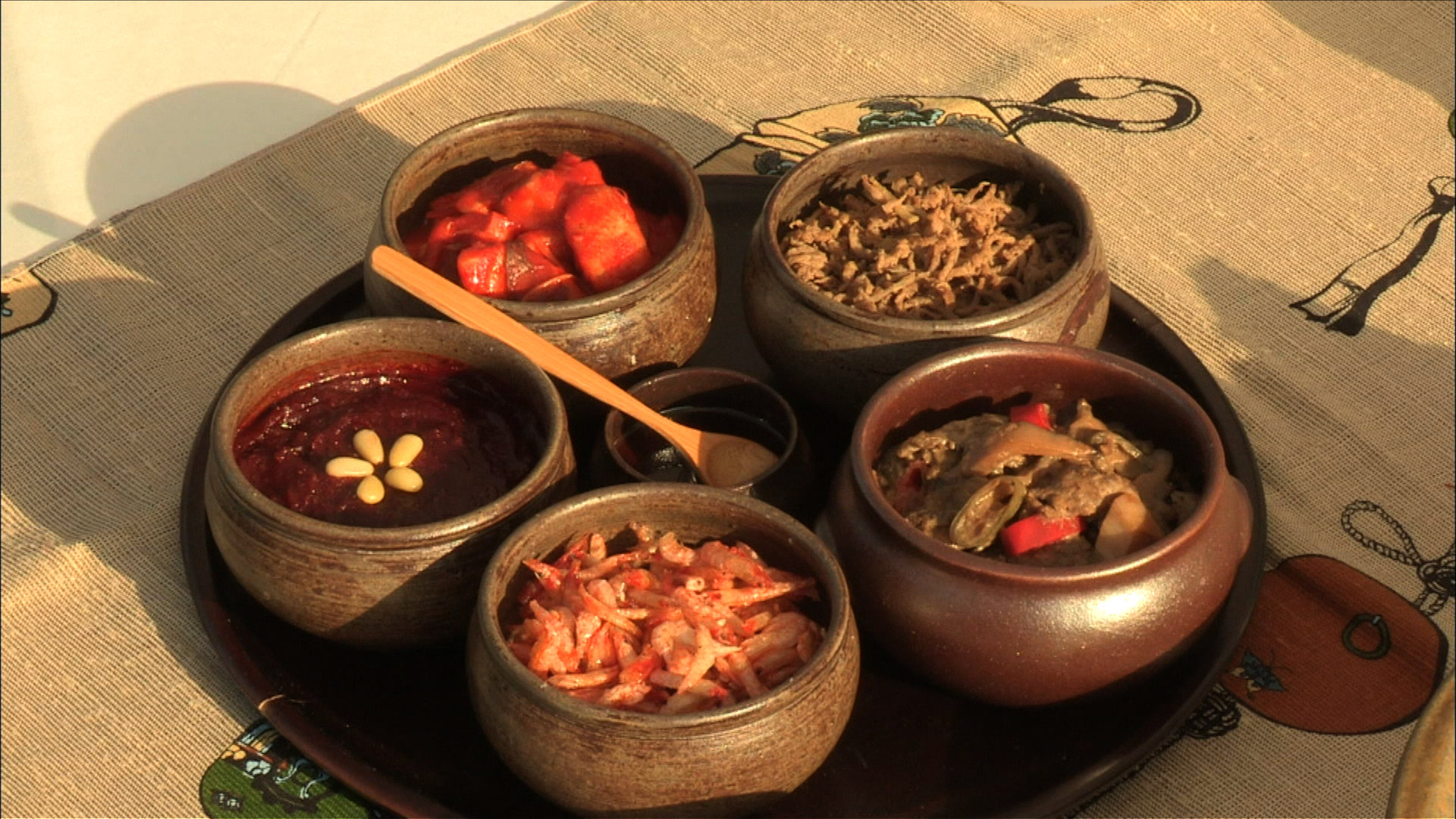
한국 요리의 양념

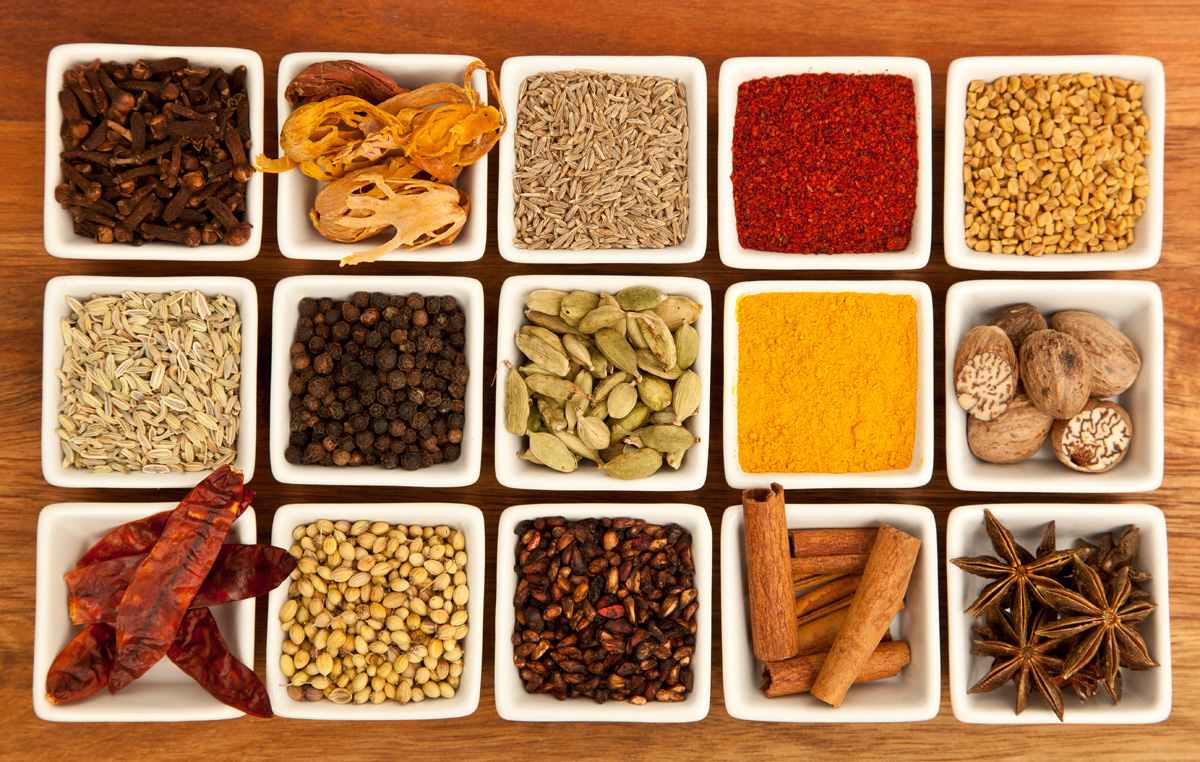
인도 요리의 양념

양념은 음식의 맛을 돋우기 위하여 쓰는 여러 가지 재료다. 조미료, 향신료, 장, 기름, 허브, 향신채 등이 있다. 양념하기는 음식에 간을 하거나 향미를 더하는 것이다.

## 종류
- 짠맛 양념: 소금 등
  - 장: 간장, 어장, 된장, 고추장 등
- 신맛 양념: 식초, 레몬 즙 등
- 매운맛 양념: 고추, 후추 등
- 단맛 양념: 설탕, 꿀, 청 등
- 기타 조미료와 향신료: 배합 향신료 등
  - 가루 양념: 깨소금, 계핏가루, 커리가루 등
  - 소스: 겨자 소스, 케첩 등
  - 페이스트: 토마토 페이스트 등
- 기름: 참기름, 들기름, 올리브유, 버터 등
- 향신채: 파, 마늘 등
  - 허브: 바질, 파슬리 등

## 나라별 양념

### 한국
한국 요리에서는 간장, 된장, 고추장, 등 장 외에도 액젓 등 다른 발효 조미료와 고춧가루, 깨소금 등 가루 조미료, 참기름과 들기름 등 기름, 쌀식초와 감식초 등 식초, 물엿과 매실청 등 청과 꿀, 그리고 파, 마늘, 생강 등 향신채를 양념으로 쓴다.

## 같이 보기
- 향미